# Олден (селище, Нью-Йорк)
Олден (англ. Alden) — селище (англ. village) в США, в окрузі Ері штату Нью-Йорк. Населення — 2604 особи (2020).

## Географія
Олден розташований за координатами 42°53′56″ пн. ш. 78°29′41″ зх. д. / 42.89889° пн. ш. 78.49472° зх. д. (42.898879, -78.494607).  За даними Бюро перепису населення США в 2010 році селище мало площу 7,04 км², уся площа — суходіл.

## Демографія
Згідно з переписом 2010 року, у селищі мешкало 2605 осіб у 1089 домогосподарствах у складі 704 родин. Густота населення становила 370 осіб/км².  Було 1173 помешкання (167/км²).
Расовий склад населення:
| - 97,4 % — білих - 1,2 % — азіатів - 0,5 % — чорних або афроамериканців - 0,3 % — корінних американців |

До двох чи більше рас належало 0,6 %. Частка іспаномовних становила 0,5 % від усіх жителів.
За віковим діапазоном населення розподілялося таким чином: 22,1 % — особи молодші 18 років, 62,0 % — особи у віці 18—64 років, 15,9 % — особи у віці 65 років та старші. Медіана віку мешканця становила 42,4 року. На 100 осіб жіночої статі у селищі припадало 98,4 чоловіків;  на 100 жінок у віці від 18 років та старших — 93,9 чоловіків також старших 18 років.
Середній дохід на одне домашнє господарство  становив 62 652 долари США (медіана — 52 005), а середній дохід на одну сім'ю — 78 619 доларів (медіана — 69 676). Медіана доходів становила 52 148 доларів для чоловіків та 35 511 долар для жінок. За межею бідності перебувало 11,2 % осіб, у тому числі 24,2 % дітей у віці до 18 років та 8,6 % осіб у віці 65 років та старших.
Цивільне працевлаштоване населення становило 1328 осіб. Основні галузі зайнятості: освіта, охорона здоров'я та соціальна допомога — 18,8 %, виробництво — 16,2 %, роздрібна торгівля — 12,0 %, мистецтво, розваги та відпочинок — 11,5 %.